# Iglesia de San Miguel Arcángel (Daroca)

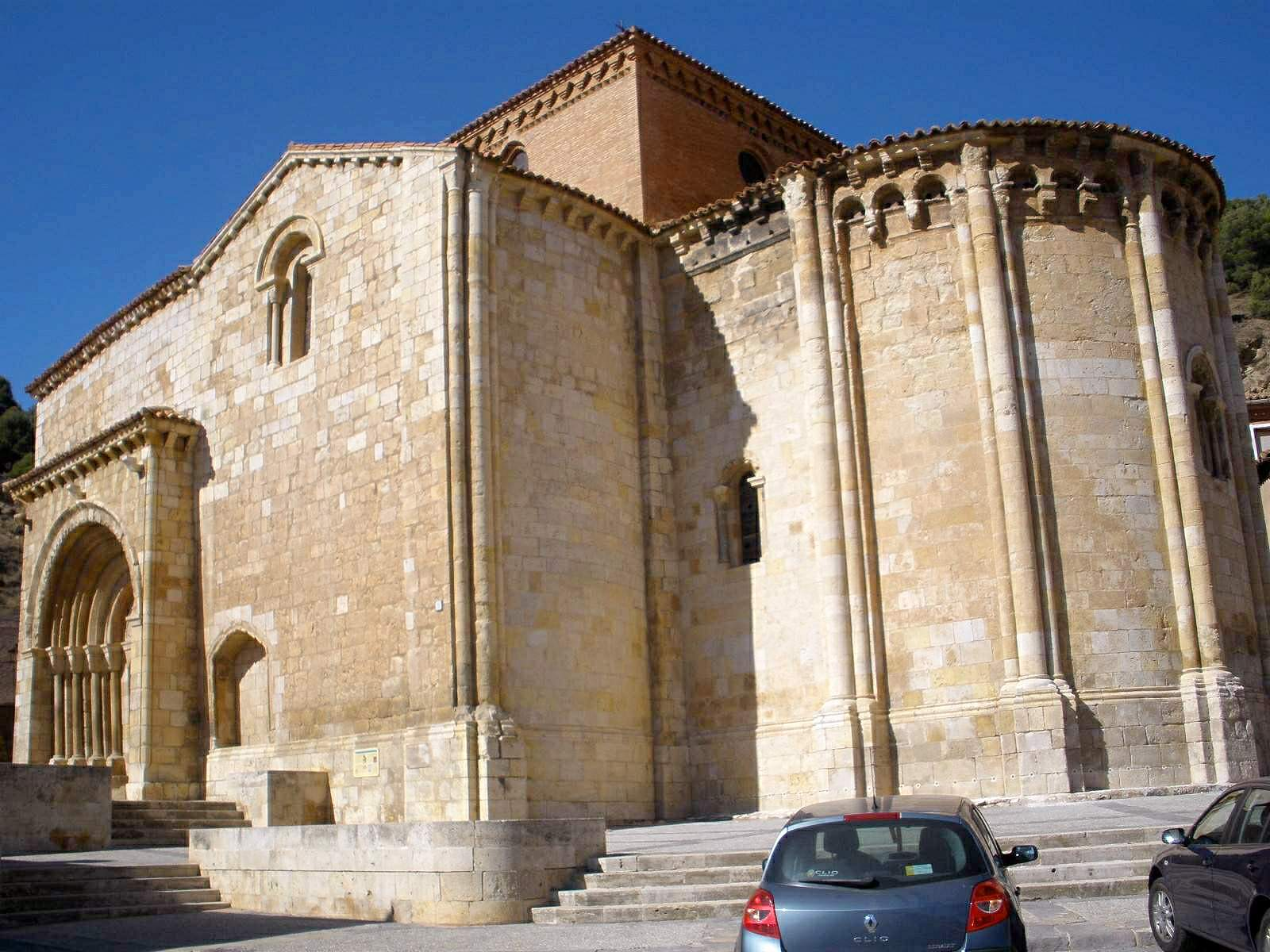
Vista general.

La iglesia de San Miguel Arcángel es un templo románico situado en la localidad de Daroca, Zaragoza, España.

## Características
El templo se construyó entre los siglos XII y XIII. 
En su interior destaca el retablo mural del siglo XIV. Una profunda restauración eliminó la decoración barroca que cubría techos y paredes, respetando el coro del  siglo XVI y la capilla de los Heredia del siglo XVII.
La iglesia está declarada Bien de Interés Cultural.

## Galería de imágenes

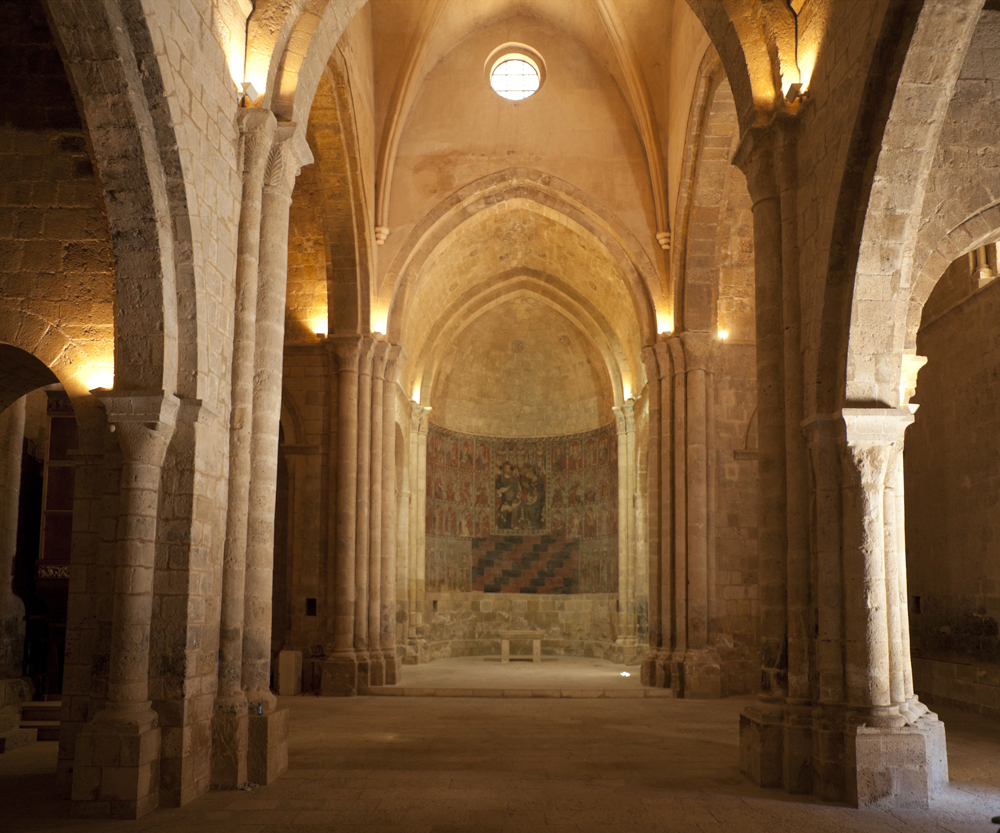
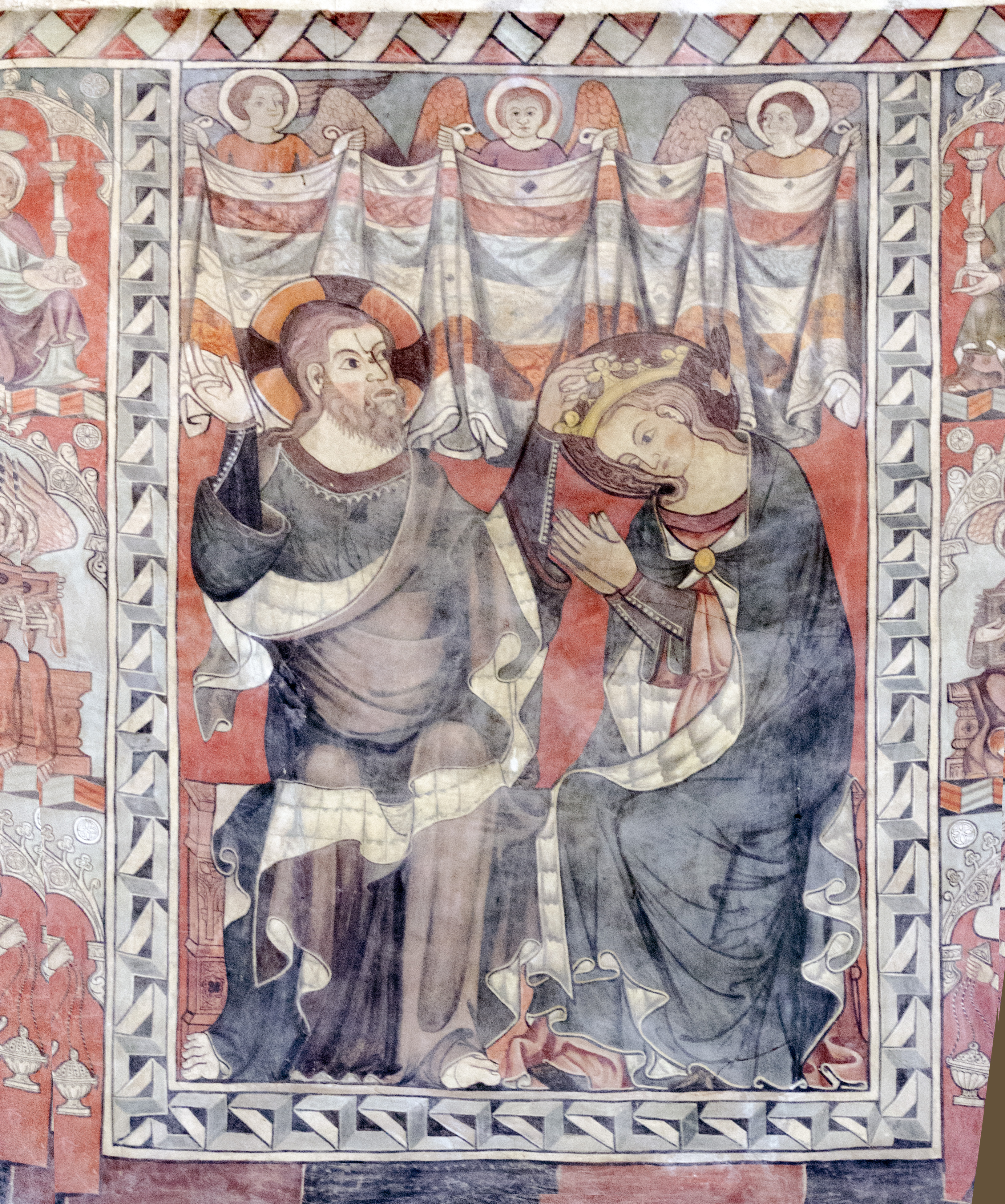
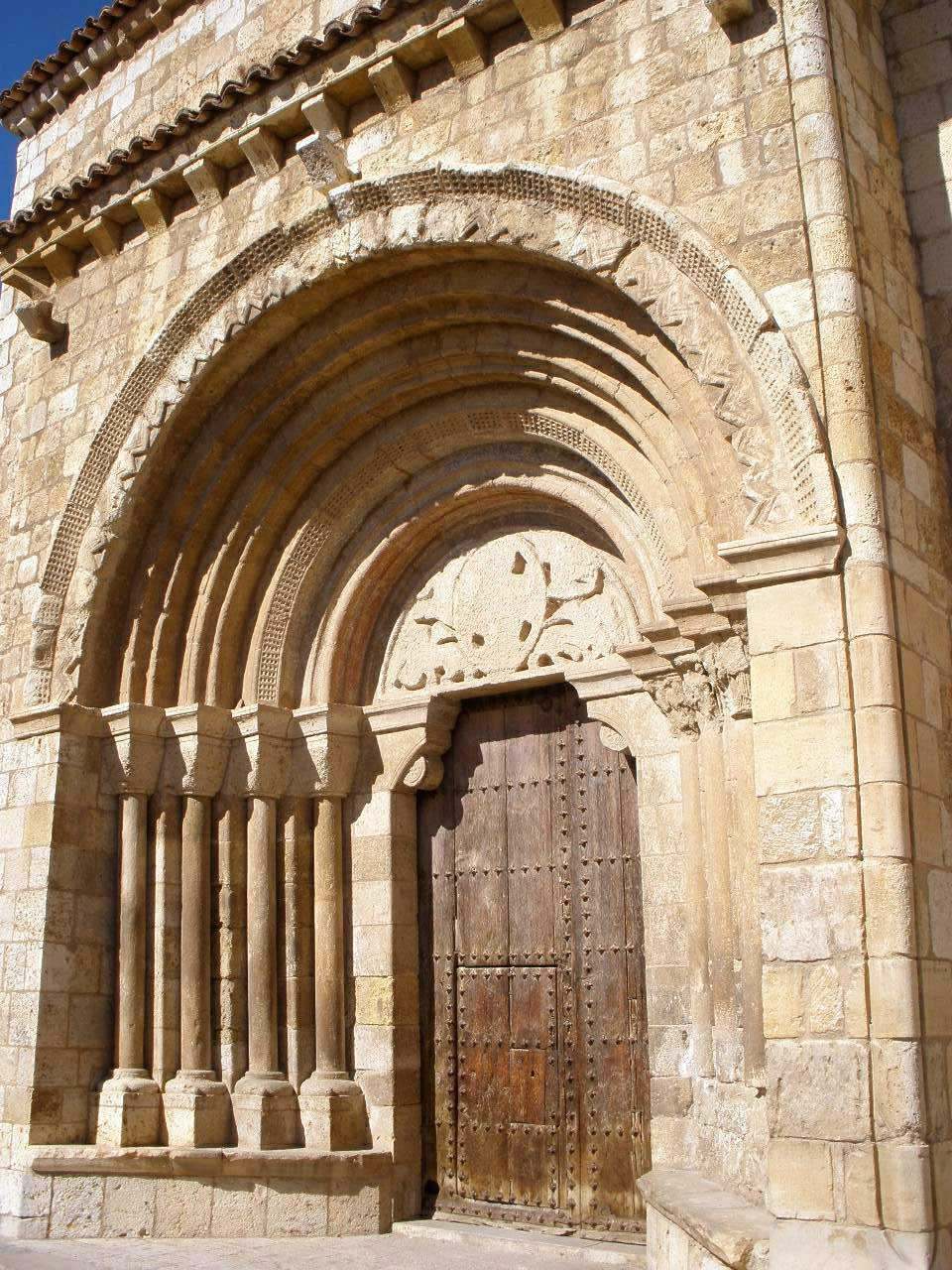